# Rationalist Society of Australia
La Rationalist Society of Australia (RSA, en français Société Rationaliste d'Australie) est une association rationaliste australienne. 
D'abord créée sous le nom de Victorian Rationalist Association, la Société a été fondée dès 1906 lors d'un rassemblement de libres-penseurs à l'Université de Melbourne.  La Société créée la Bibliothèque Rationaliste en 1909, et a depuis acquis une grande collection d'ouvrages par le biais de dons.